# 그리고 파티는 끝났다
《그리고 파티는 끝났다》(The Slap)는 2011년 10월 6일부터 2011년 11월 24일까지 ABC1에서 방영된 오스트레일리아 드라마이다. 오스트레일리아 작가 크리스토스 초커스의 2008년 동명 소설이 원작이다. 교외에서 열린 바비큐 파티 자리에서 한 남자가 한 아이의 뺨을 때린 뒤 이어지는 일련의 사건들을 다룬다.
2015년 미국 NBC에서 동명의 미니시리즈로 리메이크 되었으며, 본 드라마에 출연한 멀리사 조지가 그대로 출연한다.

## 출연

### 주연
- 조너선 러팔리아 - 헥터 역
- 에시 데이비스 - 아눅 역
- 앨릭스 디미트리아더스 - 해리 역
- 소피 로 - 코니 역
- 멀리사 조지 - 로지 역
- 렉스 매리노스 - 매놀리스 역
- 소피 오커네이도 - 에이샤 역
- 블레이크 데이비스 - 리치 역

### 조연
- 앤서니 헤이스 - 게리 역
- 다이애나 글렌 - 샌디 역
- 올리버 애클런드 - 리스 역
- 제인 올솝 - 트레이시 역
- 윌리엄 매키니스 - 해설 역
- 토니 브리그스 - 빌랄 역
- 프레야 애덤스 - 대니아 역
- 브렌던 카월 - 크레이그 역